# Dialithocidaris gemmifera
Dialithocidaris gemmifera is een zee-egel uit de familie Arbaciidae.
De wetenschappelijke naam van de soort werd in 1898 gepubliceerd door Alexander Agassiz.